# Desideria e l'anello del drago
Desideria e l'anello del Drago è una miniserie televisiva italiana di genere fantastico del 1995 diretta da Lamberto Bava, divisa in due puntate da un'ora e mezza l'una, e interpretata da Anna Falchi, Sophie von Kessel, Franco Nero e Joel Beeson.

## Trama

### Prima parte
Il Re del drago, un guerriero crudele e senza pietà, è da anni in lotta con un altro monarca, padre del Principe Victor. Dopo avere sconfitto l'odiato rivale l'uomo, di ritorno a casa dopo la battaglia, trova una bimba abbandonata nei boschi alla mercé dei lupi. Considerandola un presagio decide di tenerla con sé. Chiamatala Selvaggia, il Re la fa crescere insieme alla propria figlia, la principessa Desideria. Sin dal suo arrivo al castello e nel corso degli anni, si verificano una serie di incidenti che portano Desideria a essere punita ingiustamente e Selvaggia a risultare sempre migliore di lei.
Qualche anno più tardi, quando ormai Desideria è in età da marito, il Re torna al castello con il principe Victor prigioniero, il quale aveva tentato di vendicare la morte del padre e di far riguadagnare la libertà al suo popolo. Desideria si innamora immediatamente di Victor e decide di aiutarlo a scappare, senza farsi vedere in faccia. Selvaggia, dotata di poteri magici, fa in modo che il padre lo scopra. Desideria ha la conferma inoltre che Selvaggia ha sempre cercato di sminuirla davanti a tutti per riuscire a diventare regina al posto della sorella.
Il Re padre convoca al palazzo tutti i Re e i Principi sconfitti in passato perché partecipino ad un torneo. Il vincitore avrà, come premio, la mano della principessa Desideria e il trono. Ma Desideria, scandalizzata dalla sgarbatezza dei principi, in particolare da Lisandro, si rifiuta di obbedire al padre e decide di scappare di casa. Prima di fuggire, la nutrice le restituisce Sorriso, il suo pupazzo preferito che scopre essere un pupazzo parlante capace di esaudire tre desideri. Il Re decide perciò che sarà Selvaggia il premio per i principi che partecipano al torneo.
Victor, fuggito dal castello di Desideria, viene creduto morto dopo essersi tuffato nel lago. Lì incontra la Fata del Lago che gli parla della Spada di cristallo, capace di annientare il potere del drago ma lo avverte che chi la porta via da lì deve poi tornarci a vivere in eterno. Arrivato nel deserto, Victor incontra Desideria e la salva dalle streghe del posto, ma la ragazza, seppur felice di saperlo in vita, non apre bocca per non farsi riconoscere. Durante la notte scappa ma viene catturata da dei briganti.

### Seconda parte
Desideria riesce a liberarsi dalla prigionia e incontra nuovamente Victor. I due così si riconoscono e si giurano amore eterno. Inoltre Victor rivela a Desideria tutte le atrocità commesse dal padre. Al castello la Regina rivela che alla nascita di Desideria, venne predetto al Re che avrebbe perso il trono per mano di un ribelle. Selvaggia, che mira ad impossessarsi dell'anello e temendo che Desideria e Victor possano tornare, fa un incantesimo per far innamorare Victor di sé e farlo tornare al castello. Desideria decide di tornare anch'essa e durante il tragitto, esprime il suo primo desiderio con Sorriso: intrappolare in delle gabbie i lupi che le erano di ostacolo.
Al castello si svolge il torneo. Victor partecipa e sconfigge Lisandro, risultando così il vincitore assoluto. Desideria esprime il secondo desiderio e trasforma Sorriso in un'armatura: si finge così un falso principe, sconfigge Victor in duello e porta via Selvaggia. Una volta sole, Desideria riesce a farsi dire tutta la verità da Selvaggia: se la ragazza, senza l'aiuto delle sue facoltà magiche, riuscirà a ottenere l'anello del drago, potrà liberare i suoi avi, potenti stregoni, dalla maledizione che li ha relegati a vivere nei boschi con l'aspetto di lupi. Victor sopraggiunge e riporta Selvaggia al castello.
Desideria irrompe giusto in tempo prima che le nozze siano concluse e smaschera pubblicamente Selvaggia la quale, presa dalla rabbia, perde il controllo dei suoi poteri e ghiaccia l'intero castello e poi si trasforma in drago. Victor decide di ricorrere alla Spada di cristallo e annienta così il drago. Selvaggia viene ritrasformata in lupo e va a vivere con i suoi familiari, non prima di essersi riappacificata con la sorella adottiva, poiché ormai pentita di tutte le malefatte da lei compiute.
Consapevole di dover tornare a vivere negli abissi, Victor dice addio a Desideria, la quale esprime il suo ultimo desiderio: Sorriso si trasforma nel sosia di Victor e prende il suo posto. Desideria e Victor così si sposano rinunciando però una volta per tutte all'anello del drago.